# Jesús Herrada López
Jesús Herrada López (Mota del Cuervo, 26 de juliol de 1990) és un ciclista espanyol, professional des del 2011. El seu germà José també és ciclista. Actualment corre a l'equip Cofidis.
En el seu palmarès destaca les victòries al Campionat d'Espanya en ruta de 2013 i 2017, així com tres etapes a la Volta a Espanya, el 2019, 2022 i 2023.

## Palmarès
- 2008
  - Vencedor d'una etapa a la Volta a Ístria
- 2010
  -  Campió d'Espanya sub-23 en contrarellotge
  - 1r a la Pujada a Gorla
  - Vencedor d'una etapa a la Volta a la Comunitat de Madrid sub-23
- 2012
  - Vencedor d'una etapa a la Volta a Astúries
- 2013
  -  Campió d'Espanya en ruta
  - Vencedor d'una etapa al Tour de Poitou-Charentes i 1r de la classificació dels joves
- 2014
  - Vencedor d'una etapa a la Ruta del Sud
  - Vencedor d'una etapa al Tour de Poitou-Charentes i vencedor de la classificació dels joves
  - Vencedor de la classificació dels joves al Tour de Romandia
- 2015
  - Vencedor d'una etapa a la Volta a Astúries
  - Vencedor d'una etapa al Tour del Llemosí
- 2016
  - Vencedor d'una etapa al Critèrium del Dauphiné
- 2017
  -  Campió d'Espanya en ruta
- 2019
  - 1r al Trofeu Porreres-Felanitx-Ses Salines-Campos
  - 1r a la Volta a Luxemburg i vencedor de 2 etapes
  - 1r a la Mont Ventoux Dénivelé Challenge
  - Vencedor d'una etapa del Volta a Espanya
- 2021
  - 1r al Trofeu Serra de Tramuntana
- 2022
  - 1r a la Classic Grand Besançon Doubs
  - Vencedor d'una etapa del Volta a Espanya
- 2023
  - 1r al Tour del Doubs
  - Vencedor d'una etapa del Tour d'Oman
  - Vencedor d'una etapa a la Volta a Espanya

### Resultats al Tour de França
- 2014. 61è de la classificació general
- 2016. Abandona (15a etapa)
- 2017. 97è de la classificació general
- 2018. 47è de la classificació general
- 2019. 20è de la classificació general
- 2020. 44è de la classificació general

### Resultats al Giro d'Itàlia
- 2015. 74è de la classificació general

### Resultats a la Volta a Espanya
- 2018. 21è de la classificació general
- 2019. No surt (17a etapa). Vencedor d'una etapa
- 2022. 56è de la classificació general. Vencedor d'una etapa
- 2023. 83è de la classificació general. Vencedor d'una etapa